# Die Söhne des Herrn Gaspary
Die Söhne des Herrn Gaspary ist ein deutsches Zeitdrama aus dem Jahre 1948 von Rolf Meyer mit Lil Dagover und Hans Stüwe in den Hauptrollen.

## Handlung
In den Jahren der nationalsozialistischen Diktatur 1933 bis 1945 wurde eine gutbürgerliche deutsche Familie auseinandergerissen. Während der von der neuen Staatsführung verfolgte Verleger Robert Gaspary mit seinem achtjährigen Sohn Hans in die Schweiz floh, blieb Margot Gaspary, Roberts Gattin, mit dem anderen Sohn Günther in Deutschland zurück. Eine geplante Zusammenführung aller vier Gasparys in der Schweiz wird durch die politischen Umstände unmöglich. Die unterschiedliche Politik und die gänzlich verschiedenen Lebensunterschiede – hier die Verwüstungen des Krieges, dort ein Leben im Frieden einer neutralen Nation – haben die beiden Hälften der Familie komplett andere Entwicklungen durchlaufen lassen. Mutter Margot wird gedrängt, sich von ihrem exilierten Gatten scheiden zu lassen und heiratet infolgedessen einen linientreuen NS-General namens von Korff.
1945, der Frieden ist da. Robert Gaspary unternimmt von der Schweiz aus den Versuch, seinen Sohn und seine Ex-Frau wieder zu finden. Als man sich schließlich wiedersieht, haben sich die Gasparys – Margot ist durch den späten Fronttod des neuen Gatten in der Zwischenzeit Witwe geworden – und die von Korffs auseinandergelebt und sichtbar entfremdet. Hans hat die Friedfertigkeit, das Demokratieverständnis und den Ausgleich seiner Schweizer Erziehung geerbt; Günther, im Krieg Staffelkapitän bei der NS-Luftwaffe, ist ein glühender Verfechter des ancien régime und meint, man habe den Krieg (ungerechterweise) nur aufgrund der Übermacht des Feindes verloren. Während die beiden Brüder noch jung genug sind, sich allmählich wieder einander anzunähern, bleibt die Distanz zwischen Margot und Günther bestehen, zumal ihr Gatte sich in der Zwischenzeit umorientiert hat. Margot Gaspary von Korff verzichtet schließlich zugunsten der neuen, jüngeren Frau, Sylvia Genris, endgültig auf ihren einstigen Ehemann.

## Produktionsnotizen
Die Söhne des Herrn Gaspary entstand im Atelier Hamburg-Bendestorf, die Außenaufnahmen stammen aus dem Kleinen Walsertal. Helmuth Volmer wirkte als Produktionsleiter. Erich Grave gestaltete die Filmbauten. Emil Papenfuß kümmerte sich um den Ton. Der Film wurde am 26. Oktober 1948 in Hamburg uraufgeführt. Die (West-)Berliner Premiere erfolgte am 14. Januar 1949.

## Kritiken
Der Film wurde wegen einer verharmlosenden und restaurativen Tendenz einst wie heute kritisiert. Nachfolgend mehrere Beispiele:
Klaus Irler schrieb in der taz: „Der Film ‚Die Söhne des Herrn Gaspary‘ aus dem Jahr 1948 … handelt von zwei ungleichen Brüdern im Nachkriegsdeutschland mit der Botschaft: Pazifistische Weichlinge brauchen wir nicht, sondern eine Jugend, die anpackt beim Wiederaufbau. Der Film fiel seinerzeit bei der Kritik durch mit dem Hinweis, ein NS-Propaganda-Film hätte nicht anders ausgesehen.“

„Ein Sammelsurium von Nachkriegsproblemen (Militarismus, Völkerverständigung, Flüchtlinge, Folgen der Emigration etc.) im Rahmen einer konventionellen Familiengeschichte, die oberflächlich-optimistische Scheinlösungen anbietet.“

Peter Pleyer befand: „Die Söhne des Herrn Gaspary ist der erste nach Kriegsende hergestellte deutsche Spielfilm, der – getarnt unter dem Deckmantel der Unterhaltung – eine Rehabilitierung des von den Nationalsozialisten begonnenen Krieges liefert. (…) Mit Günter soll der Betrachter dementsprechend stolz darauf sein, einem Volk anzugehören, dessen äußerer Zusammenbruch nur auf die Masse böswilliger Feinde zurückzuführen ist, gegen die es zur Behauptung seiner Lebensinteressen kämpfen mußte.“